# Aleksander Tšutšelov
Aleksander Tšutšelov (Tallinn, 26 de abril de 1933 – 1 de janeiro de 2017) foi um velejador estoniano. medalhista de prata olímpico na classe finn.

## Carreira
Aleksander Tšutšelov representou seu país nos Jogos Olímpicos de 1960 e 1964, na qual conquistou medalha de prata na classe finn em 1960. 